# Coen Burg
Coenraad "Coen" Burg ('s-Hertogenbosch, 16 januari 1968) is een Nederlands voormalig profvoetballer die doorgaans als middenvelder speelde.
Burg begon bij FC Den Bosch '67 waar hij op 13 maart 1988 debuteerde in de thuiswedstrijd in de Eredivisie tegen Ajax (0-2) als invaller na 69 minuten voor Ruud Brood. Burg kwam dat seizoen nog eenmaal in de competitie en eenmaal in de beker in actie. Hij kwam in het seizoen 1988/89 vast in de selectie van BVV Den Bosch, zoals de club toen heette. Burg kwam in elf wedstrijden in actie waarbij hij eenmaal scoorde. Medio 1989 ging hij naar het Belgische KFC Poederlee dat uitkwam in de Derde klasse. In 1991 werd hij vastgelegd door reeksgenoot KVC Westerlo. Met de club promoveerde hij in 1993 als kampioen naar de Tweede klasse en in 1997 naar de Eerste klasse. Medio 1999 ging hij naar Lierse SK waarmee hij direct de Belgische Supercup won. Dit werd geen succes en in januari 2000 ging hij naar Sint-Truidense VV.
In de lente van 2000 werd Burg genoemd in een gokaffaire samen met een ploegmaat bij Westerlo, de verdediger Marc Cox. Beide spelers bekenden dat ze zich lieten omkopen om de uitwedstrijd van Westerlo van 18 april 1999 tegen degradatiekandidaat Kortrijk te verliezen, wat Westerlo deed met 4–2. Zaalvoetballer John de Bever was tussenpersoon. Het brein achter de omkoping bleek een drugscrimineel die in zijn vrije tijd bezig was met voetbal en gokken. Cox werd twee en Burg drie jaar geschorst door de voetbalbond. Daarnaast kreeg Cox een voorwaardelijke celstraf van zes maanden opgelegd. Burg, die aangaf dat hij niet was opgeroepen voor de zaak, kreeg aanvankelijk bij verstek zes maanden effectieve celstraf, die na hoger beroep omgezet werd in voorwaardelijk.
Burg werd door Sint-Truiden ontslagen en de schorsing betekende het einde van zijn loopbaan. Hij werd later trainer in het amateurvoetbal en trainde onder meer Nivo Sparta in de Hoofdklasse.